# オキナワコウバシ
オキナワコウバシ（沖縄香ばし、学名: Lindera communis var. okinawensis）は、クスノキ科クロモジ属の1変種である。別名オキナワヤマコウバシ。常緑亜高木、葉は羽状脈をもち、葉裏は灰白色。雌雄異株であり、花序には短い柄があり、花は小さく黄色。果実は直径約 6 mm、深紅色に熟す。沖縄島と石垣島のみから知られている。中国や台湾に分布するタイワンコウバシの変種とされるが、分類学的に分けないこともある。

## 特徴
常緑亜高木。若枝には黄白色の伏毛が散生するが、成長すると無毛になる。頂芽が形成され、芽鱗は短く瓦重ね状。冬芽から伸びた枝はその年のうちには分枝しないため、分枝基部には芽鱗痕がある。葉は互生し、倒披針状長楕円形、長さ 4–8 cm、幅 2–3 cm、短鋭尖頭、表面（向軸面）は無毛、裏面（背軸面）に初めは脈上に黄白色の伏毛があるが、のちに無毛になり灰白色、葉脈は羽状で側脈は4–5対で裏面に隆起する。葉柄は長さ 5–6 mm。
花期は1–2月、雌雄異株。黄色い花からなる散形花序が腋芽の基部につき、花序柄（花梗）は長さ 2–3 mm（果期には 4–5 mm）で有毛、総苞片は4枚で早落性。花柄は有毛で長さ　2 mm、果時には 4–5 mm になる。花は直径約 4 mm、黄白色から黄色、花被片は6枚。雄花に雄しべは9個、葯と花糸はほぼ同長、最内輪の雄しべの基部には2個の腺体がある。雌花には仮雄しべが9個、雌しべは1個、花柱は長さ約 2 mm、子房は楕円形で長さ約 1.5 mm、無毛。果実は卵形から球形、直径約 6 mm、熟すと深紅色になる。

## 分布
日本の固有変種であり、沖縄島および石垣島だけに分布する。西表島からも1980年代に1度だけ報告されたが、その後見つかっていない。沖縄島では、中部と南部の主として低地の石灰岩地の林縁や林内に生育するが、石垣島では非石灰岩地に生育する。

## 保全状況評価
絶滅危惧II類 (VU)（環境省レッドリスト）
もともと自生地と個体数が限られていたが、ゴルフ場や道路の建設によって、自生地の消滅が進んでいる。環境省版レッドリストでは絶滅危惧II類に指定されている。また、生育地である沖縄県では、準絶滅危惧とされている。

## 分類
中国からインドシナ半島、台湾に分布するタイワンコウバシ（Lindera communis）の変種とされる。基準変種（L. communis var. communis）に比べて毛が少なく、花序に柄がある点で区別される。ただし、分類学的に区別しないこともある。